# Estação Ferroviária de Vila Franca das Naves
A Estação Ferroviária de Vila Franca das Naves (nome anteriormente grafado como "Villa", por vezes justaposto como "Villa-franca") é uma gare da Linha da Beira Alta, que serve a localidade de Vila Franca das Naves, no Distrito da Guarda, em Portugal.

## Descrição

### Localização e acessos
Esta interface situa-se na localidade de Vila Franca das Naves, com acesso pelo Largo da Estação, distando pouco mais de meio quilómetro do centro da localidade (posto G.N.R.).

### Infraestrutura
Esta interface apresenta apenas duas vias de circulação (I e II), com comprimentos de 483 e 349 m e ambas acessíveis por plataformas com comprimentos de 287 e 342 m e alturas de 30 e 42 cm, respetivamente; existem ainda três vias secundárias, identificadas como III, IV, e VIII, com comprimentos de 400, 125, e 122 m, respetivamente; destas vias as duas últimas estão eletrificadas apenas em 25 m, estando as restantes eletrificadas em toda a sua extensão. A superfície dos carris ao PK 181+7 situa-se à altitude de 5442 dm acima do nível médio das águas do mar. Esta configuração constitui um Ramal de Estação centrado ao PK 181+83 e gerido pela Infraestruturas de Portugal, com tipologia «Linhas de Carga/Desc. DPF».
O edifício de passageiros situa-se do lado noroeste da via (lado esquerdo do sentido ascendente, a Vilar Formoso); a sua classificação como imóvel de interesse público encontra-se em estudo desde 2003.
No local desta interface há um limiar de tipologia ferroviária no que respeita ao regime de exploração, que é de tipo RCASA no troço V.F.Naves - Muxagata e de tipo RCI no troço Pinhel - V.F.Naves.
Situa-se junto a esta interface, ao PK 179+040, a zona neutra de Vila Franca das Naves que isola os troços da rede alimentados respetivamente pelas subestações de tração de Gouveia e de Sobral.

### Serviços
Em dados de 2023, esta interface é frequentada por serviços da C.P. efetuados por via rodoviária com seis circulações diárias em cada sentido, devido às obras de requalificação da Linha da Beira Alta, iniciadas em Abril de 2022 e cuja conclusão está prevista para 2025.

## História

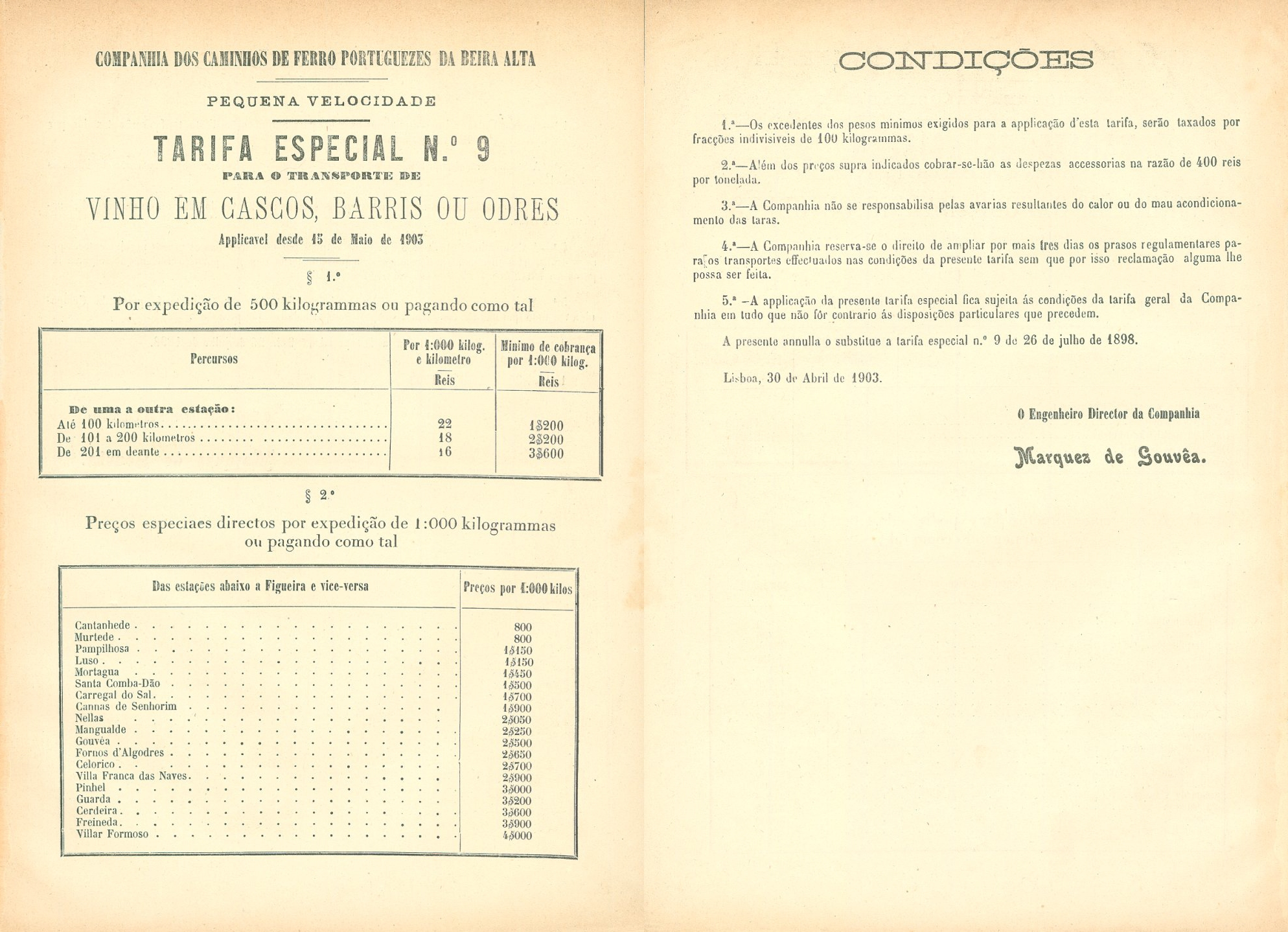
Anúncio de 1903 com a Tarifa Especial n.º 9, para o transporte de vinho na Linha da Beira Alta. Esta estação está listada com o nome original: Villa Franca das Naves.

### Inauguração
A Linha da Beira Alta entrou ao serviço, de forma provisória, em 1 de Julho de 1882, tendo sido definitivamente inaugurada no dia 3 de Agosto do mesmo ano, pela Companhia dos Caminhos de Ferro Portugueses da Beira Alta; a estação de Vila Franca das Naves constava já do elenco original de estações e apeadeiros.

### Século XX
Em 1913, a estação era servida por carreiras de diligências até às localidades de Trancoso, Moimenta da Beira, Ervas Tenras, Souro Pires, Pinhel, Ponte do Colmeal, e Figueira de Castelo Rodrigo.
Em finais de 1920, com a abertura da Estação Ferroviária de Pinhel, esta cidade deixou de ser nominalmente servida pela estação de Vila Franca das Naves.
Em 1932, a Companhia da Beira Alta modificou as retretes, tendo a fossa sido substituída. No dia 15 de Maio de 1934, a Companhia abriu um despacho central de camionagem na localidade de Ponte do Abade, para fazer serviços de passageiros, bagagens e mercadorias com a estação. Em 1936, a Companhia realizou grandes obras de reparação nas retretes e no edifício da estação.
Em 1939, a Companhia reconstruiu uma vedação que tinha sido atingida por um incêndio, instalou uma nova cancela no acesso para as camionetas que faziam os serviços combinados, e revestiu em alvenaria as duas novas minas da toma de água. Em 10 de Março de 1940, o despacho central de camionagem de Pinhel passou a fazer serviços para a estação com o mesmo nome, deixando de estar ligado à estação de Vila Franca das Naves.

#### Ligação à Linha do Douro
Já quando se começou a planear uma ligação ferroviária da cidade do Porto a Salamanca, em Espanha, na segunda metade do século XIX, a Associação dos Engenheiros Civis propôs que, em vez de continuar a Linha do Douro até Espanha, devia ser construída um caminho de ferro em via larga da Linha do Douro até Vila Franca das Naves, aproveitando a ligação internacional já construída em Vilar Formoso; esta linha iria beneficiar uma extensa região do país, e poderia ser uma alternativa à Ponte Maria Pia, que era o único elo entre as redes ferroviárias a Norte e Sul do Rio Douro.
Quando se encetaram as diligências para a reformulação da rede ferroviária a Norte do Rio Mondego, em finais do século XIX, a comissão técnica propôs dois caminhos de ferro de via estreita, que ligariam Vila Franca das Naves à Linha do Douro; a primeira terminaria no Pocinho, onde teria ligação à futura linha do Pocinho a Miranda do Douro, enquanto que a segunda iria até à Régua, passando por Lamego, sendo uma continuação da linha da Régua a Chaves. Estas duas linhas foram incluídas no Plano da Rede Complementar ao Norte do Mondego, publicado por um decreto de 15 de Fevereiro de 1900. No entanto, não chegaram a ser construídas, tendo o troço até ao Pocinho sido novamente proposto em 1927, quando se iniciou o planeamento para a revisão da rede ferroviária; porém, não foi incluído no Plano Geral da Rede Ferroviária, publicado pelo Decreto n.º 18:190, de 28 de Março de 1930, tendo sido substituído pela Linha do Côa, do Pocinho a Idanha-a-Nova, passando por Pinhel. Este plano também reintroduziu o projecto de via estreita da Régua a Vila Franca das Naves, passando por Lamego e por Pinhel.

### Século XXI
Em Novembro de 2005, deu-se o descarrilamento de uma composição de mercadorias à saída desta estação, que provocou uma suspensão temporária da circulação na Linha da Beira Alta.
Em dados oficiais de 2011, possuía duas vias de circulação, com 499 e 358 m de comprimento, e duas plataformas, com 283 e 346 m de extensão, e 30 e 40 cm de altura — valores mais tarde alterados para os atuais.

No dia 6 de Janeiro de 2017 por volta das 16:30, um comboio de mercadorias da Medway (antiga CP Carga) descarrilou às 16h 27m em Vila Franca das Naves, destruindo 500 m de via e levando ao corte da Linha da Beira Alta entre Celorico da Beira e Guarda. A circulação foi retomada no dia seguinte. O acidente destruiu a linha 1 da estação de Vila Franca das Naves, pelo que nesta estação os comboios passaram a circular pela linha 2. A reparação só foi totalmente concluída em Maio e custou 510 mil euros.